# Argonaut Software
Argonaut Games PLC é uma empresa desenvolvedora de jogos do Reino Unido. Fundada como Argonaut Software por um adolescente, Jez San, em 1982. O nome da companhia era baseado do fundador, (J. San) e no filme Jason and the Argonauts. A companhia foi fechada em outubro de 2004 e reaberta em 2024.

## História
A companhia produziu seu primeiro jogo Skyline Attack para o Commodore 64.
Depois produziu jogos 3D, Starglider para o Amiga e o Atari ST.
Em 1993 projetou uma placa aceleradora de vídeo 3D, Super FX, para o SNES e desenvolveu o jogo Star Fox para Nintendo. A divisão que projetou o chip, Argonaut RISC Core, foi separada em 1998 para vender chips RISC configuráveis.
Argonaut Software foi dividida em Argonaut Technologies e Argonaut Games em 1999. Argonaut Games abriu oferta pública em bolsa de valores no ano seguinte.
Em Outubro de 2004 a Argonaut Games contratou a consultoria David Rubin & Partners, demitindo 100 empregados e sendo colocada a venda. A falta de acordos com outras empresas publicadoras levaram a problemas de fluxo de caixa e seus lucros eram baixos, no começo do ano anterior.

## Jogos
- Skyline Attack, 1984 (Commodore 64)
- Alien, 1984 (Commodore 64)
- Starglider, 1985
- Starglider 2, 1988
- Days of Thunder, 1990 (Atari ST, Amiga)
- Race Drivin', 1992 (Atari ST, Amiga)
- A.T.A.C, 1992 (PC CDROM)
- Birds of Prey, 1992 (AMIGA)
- X, 1992 (Game Boy)
- Star Fox, 1993 (SNES)
- King Arthur's World, 1993 (SNES)
- Vortex, 1994 (SNES)
- Stunt Race FX, 1994 (SNES)
- Creature Shock, 1994 (PC CDROM)
- Ren & Stimpy: Fire Dogs, 1994 (SNES)
- FX Fighter, 1995 (PC CDROM)
- Alien Odyssey, 1995 (PC CDROM)
- FX Fighter Turbo, 1996 (PC CDROM)
- Scooby Doo Mystery, 1996 (SNES)
- Croc: Legend of the Gobbos, 1997 (PS1, SAT, PC)
- Buck Bumble, 1998 (N64)
- Croc 2, 1999 (PS1, PC)
- The Emperor's New Groove, 2000 (PS1, PC)
- Alien: Resurrection, 2000 (PS1)
- Red Dog: Superior Firepower, 2000 (DC)
- Aladdin in Nasira's Revenge, 2000 (PS1, PC)
- Harry Potter and the Philosopher's Stone, 2001 (PS1) (Harry Potter and the Sorcerer's Stone in the US)
- Harry Potter and the Chamber of Secrets, 2002 (PS1)
- Bionicle: Matoran Adventures, 2002 (GBA)
- Bionicle: The Game, 2003 (Xbox, PC, PS2, GameCube)
- I-Ninja, 2003 (Xbox, PC, PS2, GameCube)
- Swat: Global Strike Team, 2003 (Xbox, PS2)
- Carve, 2004 (Xbox)
- Catwoman: The Game, 2004 (Xbox, PC, PS2, GameCube)
- Power Drome, 2004 (Xbox, PS2)
- Malice, 2005 (Xbox, PS2)
- Croc: Legend of the Gobbos (Remaster) (anunciado), 2024 (PC)